# Hejnum Kallgate naturreservat
Hejnum Kallgate naturreservat är ett naturreservat  i Hejnums socken  i Region Gotland på Gotland.
Området är naturskyddat sedan 2020, med en utökning 2023 som i februari 2024 är överklagat, och är 249 (370 efter utvidgning) hektar stort. Reservatet ligger nordost om Bäls kyrka och består av våtmarksområde, en del av ett större rikkärr.